# 호소노 후지히코
호소노 후지히코(細野 不二彦, 남성, 1959년 12월 2일)는 일본의 만화가이다. 게이오기주쿠 대학 법학부를 졸업하였다.
대학 재학 당시 1979년에 '망가 쇼넨'(マンガ少年)에서 '크러셔 조(クラッシャージョウ)'로 데뷔하였다. 마찬가지로 대학 재학 당시, '스튜디오 누에'(기획 스튜디오)에서 활동하였다.
유려한 펜 터치, 폭넓은 작품, 세련된 스토리의 흐름이 많은 팬들에게 지지를 받고 있으며, 다수의 작품을 발표하였다.
1980년대에 주간 소년 선데이 계열을 중심으로 코미디 작품을 발표하였으며, 이 시기의 대표작인 '역시나 사루토비(さすがの猿飛)', '깜짝 닥터(どっきりドクター), 'GU-GU 감모(GU-GUガンモ)' 3작품은 모두 후지 TV에서 애니메이션이 방송되었다. 1990년대 이후, 청년만화로 발을 옮겨 '타로', '갤러리 페이크', '더블 페이스' 등을 그렸다. '갤러리 페이크'는 애니메이션화되었다.
제41회 쇼가쿠칸 만화상을 수상하였다('갤러리 페이크', '타로').

## 작품목록
- 크러셔 조
- 과연 사루토비
- 우당탕탕 닥터지
- 마마
- 타로
- 사랑해요 배트맨
- 갤러리 페이크
- 용서하세요
- 더 슬리퍼
- 바이오 헌터
- 더블 페이스
- 전파의 성